# Between (serial telewizyjny)
Between – kanadyjski serial telewizyjny (dramat sci-fiction, thriller) wyprodukowany przez Don Carmody Television. Twórcą serialu jest Michael McGowan. Serial był emitowany od 21 maja 2015 roku przez City oraz udostępniany na platformie VOD Netflix. Between jest wspólnym projektem kanadyjskiej stacji City oraz platformy internetowej Netflix.
8 lipca 2015 roku, serial został przedłużony o drugi sezon.
Na dzień 11 lipca 2019 Between nie otrzymało zamówienia na kolejny sezon, ale również nie wystosowano żadnej oficjalnej informacji, która mówiłaby o tym, że produkcja całego serialu została zakończona.

## Fabuła
Fabuła serialu skupia się na ciężarnej nastolatce Wiley Day, która mieszka w Pretty Lake. Wiley musi walczyć z dziwną chorobą w jej mieście, wszyscy, którzy mają więcej niż 21 lat umierają na nią. Rząd zostawił ludzi samych sobie, ustawiając jedynie kwarantannę obowiązującą na 10 mil od miasteczka. Kilkoro nastolatków ucieka z Pretty Lake z pomocą tajemniczego naukowca, za granicą miasta po serii badań dostają nowe nazwiska, których muszą używać lub czeka ich śmierć.

## Obsada

### Główna
- Jennette McCurdy jako Wiley Day
- Jesse Carere jako Adam
- Jack Murray jako Mark
- Brooke Palsson jako Melissa Day
- Justin Kelly jako Chuck
- Ryan Allen jako Gord
- Kyle Mac jako Ronnie
- Stephen Bogaert jako Charles Lott, Sr.

### Role drugoplanowe
- Krystal Nausbaum jako  Amanda
- Jim Watson jako Pat (sezon 1)
- Shailyn Pierre-Dixon jako Frances
- Wesley Morgan jako Kevin Hale (sezon 1)
- Michael Reventar jako Hector Garcia
- Sarah Podemski jako Ellen (sezon 1)
- Michael Boisvert jako  Special Forces Guy (sezon 1)
- Jesse Bostick jako Felix
- Jordan Todosey jako Tracey
- Abigail Winter jako Samantha
- Ian Fisher jako John
- Earnest Jackson jako George
- Peyton Kennedy jako Annie
- Rebecca Liddard jako Hanna
- Samantha Munro jako Stacy
- Rick Roberts jako Clarence Jones (sezon 1)
- Krystal Nausbaum jako Amanda (sezon 1)
- Sarah Podemski jako Ellen (sezon 1)
- Canute Gomes jako Vincent (sezon 1)
- Shailene Garnett jako pani Symonds (sezon 1)
- Niamh Wilson jako Lana (sezon 1)
- Stephen Bogaert jako Charles Lott (sezon 1)
- Steven Graym (sezon 2)[4]
- Mercedes Morris (sezon 2)[4]

## Odcinki
| Sezon | Liczba Odcinków | Premiera     | Zakończenie      |
| ----- | --------------- | ------------ | ---------------- |
| 1     | 6               | 21 maja 2015 | 25 czerwca 2016  |
| 2     | 6               | 1 lipca 2016 | 25 sierpnia 2017 |